# 벌처펀드
벌처펀드(Vulture Fund)는 부실기업을 저가에 인수하여 구조조정을 통한 인력 정리, 부동산 매각 등의 방법을 통해 자산구조를 개선하여 기업을 정상화시키고 되파는 기업 혹은 자금을 말한다.

## 개요
부실기업들을 사들여 구조조정으로 회생시킨 뒤 비싸게 되팔아 차익을 내는 고위험·고수익을 특징으로 하는 펀드이다. 썩은 고기를 찾아 헤매는 독수리(Vulture)에 비유해 이같이 부른다. 뮤추얼 펀드가 한 회사의 유가증권만을 일정한도 내에서 살 수 있는 것과 달리 벌처 펀드는 유가증권이나 자산 등 매입 대상이나 수량에 제한이 없다. 우리나라의 경우 자본금 규모 30억원 이상으로 산업자원부에 등록하면 누구나 설립할 수 있으며, 최근 3년 이내에 1회 이상의 부도를 내거나, 화의·회사정리·파산을 신청한 기업, 부채 비율이 업종 평균의 1.5배를 넘는 기업들이 투자 대상이 된다.

## 같이 보기
- 부채담보부증권